# Andrej Kramarić
Andrej Kramarić (hr[ǎndrej krǎmaritɕ]; n. 19 iunie 1991, Zagreb, Republica Socialistă Croația, RSF Iugoslavia) este un fotbalist profesionist croat care joacă ca mijlocaș ofensiv sau atacant pentru clubul german 1899 Hoffenheim și echipa națională a Croației.
Kramarić și-a început cariera de fotbalist la clubul din orașul natal Dinamo Zagreb și deține recordul de cel mai bun marcator de la echipele de tineret din istoria clubului. Apreciat ca fiind unul dintre cele mai mari talente ale clubului, a jucat primul meci oficial pentru Dinamo la vârsta de 17 ani. În 2013, după ce a avut o dispută cu consiliul de administrație al lui Dinamo, Kramarić a fost transferat la HNK Rijeka, unde a marcat de 37 de ori în 42 de meciuri de campionat, performanță în urma căruia a fost transferat de Leicester City pentru suma record în fotbalul croat de 9.000.000 £. S-a aflat în proprietatea echipei pentru un an și jumătate, fiind împrumutat între timp la 1899 Hoffenheim.
Kramarić a strâns în total 53 de selecții la naționalele de tineret ale Croației, marcând 22 de goluri în total. El a participat la Campionatul European de Fotbal sub 19 ani al UEFA din 2010, jucând patru meciuri pentru echipa Croației care a ajuns în semifinalele turneului. El și-a făcut debutul pentru echipa mare în 2014, iar mai târziu a luat parte la UEFA Euro 2016 și la Campionatul Mondial din 2018, ajutând-o pe Croația să ajungă la finala celui de-al doilea turneu.

## Cariera pe echipe

### Dinamo Zagreb

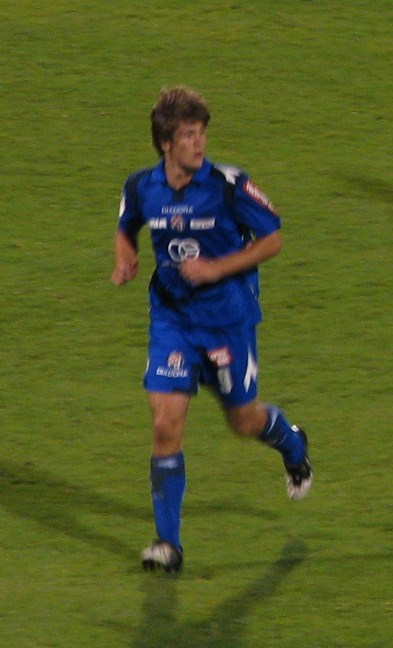
Kramarić jucând pentru Dinamo Zagreb în 2009

Kramarić s-a alăturat echipei lui Dinamo Zagreb pe când avea doar șase ani. A marcat peste 450 de goluri pentru echipele de tineret din Dinamo, făcându-l cel mai bun marcator la echipele de tineret din istoria clubului.
Kramarić și-a făcut debutul pentru echipa mare a lui Dinamo pe 24 mai 2009 într-un meci de campionat împotriva lui NK Zagreb. A intrat din postura de rezervă în minutul 69 în locul lui Josip Tadić. A fost și singurul său meci pentru prima echipă a lui Dinamo în sezonul 2008-2009.
Kramarić a fost promovat la prima echipă în sezonul următor. El a făcut prima apariție a sezonului și a debutat și în Liga Campionilor UEFA pe 15 iulie într-un meci din deplasare împotriva lui Pyunik Erevan, care s-a terminat cu o remiză fără goluri. Mai târziu în acel an, Kramarić a câștigat primul titlu cu Dinamo, marcând șapte goluri în 24 de meciuri de campionat. El a jucat, de asemenea, în cinci meciuri din Cupa Croației 2009-2010 și a marcat patru goluri în cinci meciuri în toate competițiile UEFA. Următorul sezon s-a dovedit a fi dezamăgitor pentru Kramarić. Odată cu sosirea noului antrenor Vahid Halilhodžić, Kramarić a fost mai mult rezervă, fiind rareori titular și intrând mai des în finalul meciurilor. A reușit să strângă mai puțin de 600 de minute de joc în 17 apariții pe care le-a făcut pe parcursul sezonului 2010-2011, marcând cinci goluri. În acest sezon a câștigat atât campionatul, cât și cupa.
În prima jumătate a sezonului 2011-2012, statutul lui Kramarić la club nu sa schimbat, deoarece el a strâns doar trei meciuri înainte de pauza de iarnă, iar speculațiile despre plecarea lui în club au început să se înmulțească. În februarie 2012, s-a anunțat faptul că Kramarić va fi împrumutat la echipa din Prva HNL NK Lokomotiva.

#### Lokomotiva Zagreb
În februarie 2012, Kramarić a fost împrumutat la Lokomotiva până la sfârșitul sezonului. La Lokomotiva, a devenit unul dintre cei mai buni marcatori din sud-estul Europei, marcând 20 de goluri în 44 de meciuri într-un sezon și jumătate, cât a jucat pentru Lokosi. În primul său sezon cu Lokomotiva, a fost al doilea cel mai bun marcator din campionat, cu 15 goluri, aflându-se în urma lui Leon Benko. De asemenea, el și-a ajutat echipa să ajungă la finala Cupei Croației, în care a fost învinsă de Hajduk Split.

#### Întoarcerea la Dinamo Zagreb
Revenirea lui Kramarić la Dinamo Zagreb la începutul sezonului 2013-14 a fost primită cu foarte mult entuziasm, cu mulți comentatori sportivi prezicând că va deveni atacantul nemilos de care Dinamo avea nevoie în ultimii ani. A început sezonul ca rezervă, intrând pe final de meci în Supercupa Croației, în care Dinamo și-a asigurat primul trofeu al sezonului învingând-o pe Hajduk Split la penaltiuri. Dar lucrurile pentru Kramarić nu au mers foarte bine, fiind mai mult rezervă. S-a descurajat și s-a plâns presei despre faptul că nu i s-au oferit șanse de a juca. Acest lucru nu a fost bine primit de președintele clubului Zoran Mamić, care a decis să-l pună pe tânăr pe lista de transferuri.

### Rijeka
Rijeka a fost echipa care s-a mișcat cel mai repede dintre toate cele care doreau să profite de pe urma neînțelegerilor dintre Kramarić și Dinamo, asigurându-și serviciile sale la 31 august 2013. Kramarić a debutat pentru echipă pe 15 septembrie, fiind titular într-un meci al ligii Prva HNL împotriva lui Slaven Belupo, în care a marcat primul gol pentru echipă în minutul 15, fiind singurul gol al meciului. În timpul unui meci din Cupa Croației, Kramarić a marcat opt goluri împotriva lui BŠK Zmaj. În noiembrie 2013, a marcat un gol uimitor împotriva lui Lyon în faza grupelor din Europa League. A marcat primul său hat-trick al sezonului împotriva lui Istra 1961 într-un meci care s-a încheiat cu 3-3, cu Kramarić ratând un penalty. El a reușit apoi un alt gol împotriva rivalei lui Rijeka, Hajduk Split, pe stadionul Poljud. Kramarić a încheiat primul sezon cu Rijeka câștigând Cupa Croației și marcând 27 de goluri în toate competițiile. În iulie 2014, chiar înainte de începerea noului sezon, Kramarić a câștigat Supercupa Croației după ce Rijeka a dominat-o și învins-o pe fosta sa echipă Dinamo Zagreb.
Kramarić a deschis noul sezon al Prva HNL marcând cinci goluri în primele două meciuri, inclusiv un hat-trick împotriva lui Hajduk Split. Până la sfârșitul lunii octombrie 2014, el a marcat deja mai mult de 20 de goluri în toate competițiile, incluzând aici un hat-trick în Europa League într-un meci împotriva lui Feyenoord. Pe 9 noiembrie, Kramarić a înscris cinci goluri împotriva lui Lokomotiva într-un meci de acasă care s-a încheiat cu 6-0, o etapă care a intrat în analele ligii - timp de 14 ani, niciun jucător nu a marcat mai mult de patru goluri într-un meci și doar două alți jucători au reușit să înscrie cinci goluri în istoria campionatului Croației.

### Leicester City

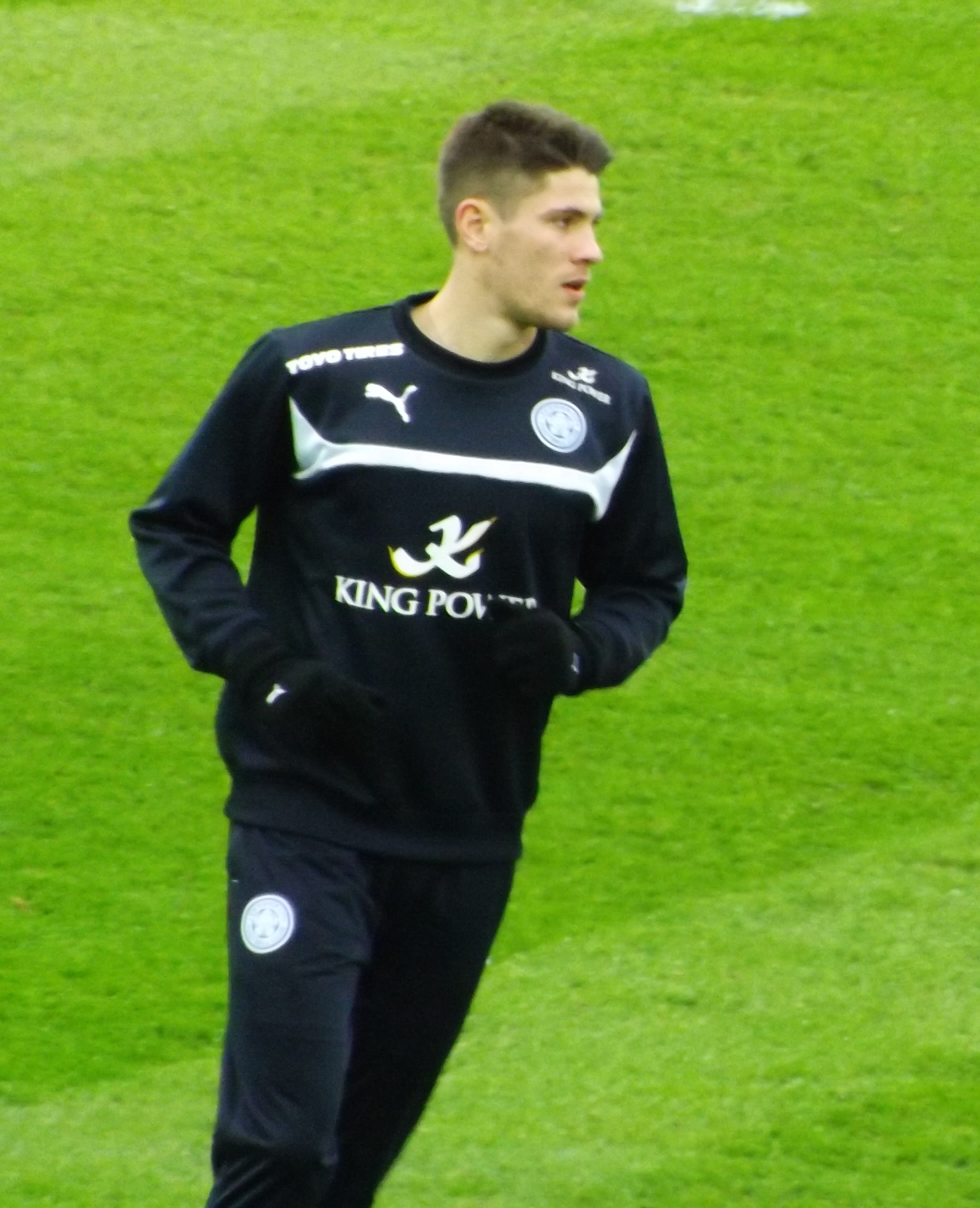
Kramarić făcându-și încălzirea pentru Leicester City în 2015

La 8 ianuarie 2015, echipa de Premier League Leicester City a anunțat că a ajuns la un acord cu Kramarić, care a semnat un contract pe trei ani și jumătate confirmând anunțul făcut anterior de Rijeka. Totuși, transferul lui Kramarić a fost posibil doar după ce a primit un permis de muncă după apel, deoarece nu îndeplinea condițiile necesare pentru a fi acordat în mod automat. La patru zile după anunțul lui Leicester, o comisie a Federației Engleze de fotbal a recomandat aprobarea permisului de muncă, permițându-i lui Leicester să se adreseze Agenției britanice de frontieră.
La 16 ianuarie, Leicester a anunțat că Kramarić a semnat cu clubul după ce a primit un permis de muncă în Regatul Unit și că va purta numărul 40. Suma de transfer a fost de 9 milioane de lire sterline, un record pentru Leicester. El și-a făcut debutul la o zi după ce a semnat, înlocuindu-l pe Jamie Vardy în ultimele 25 de minute ale unei înfrângeri de 0-1 împotriva lui Stoke City. La 10 februarie, Kramarić a marcat primul gol pentru club în înfrângerea cu 2-1 în deplasare împotriva lui Arsenal.
Kramarić nu a reușit să obțină un loc de titular pentru primele etape ale sezonului 2015-2016. A jucat în doar două meciuri de campionat, când Leicester a devenit campioană în Premier League, neprimind o medalie de câștigător (pentru a primi medalia jucătorul ar fi trebuit să joace în cel puțin cinci meciuri).

### 1899 Hoffenheim

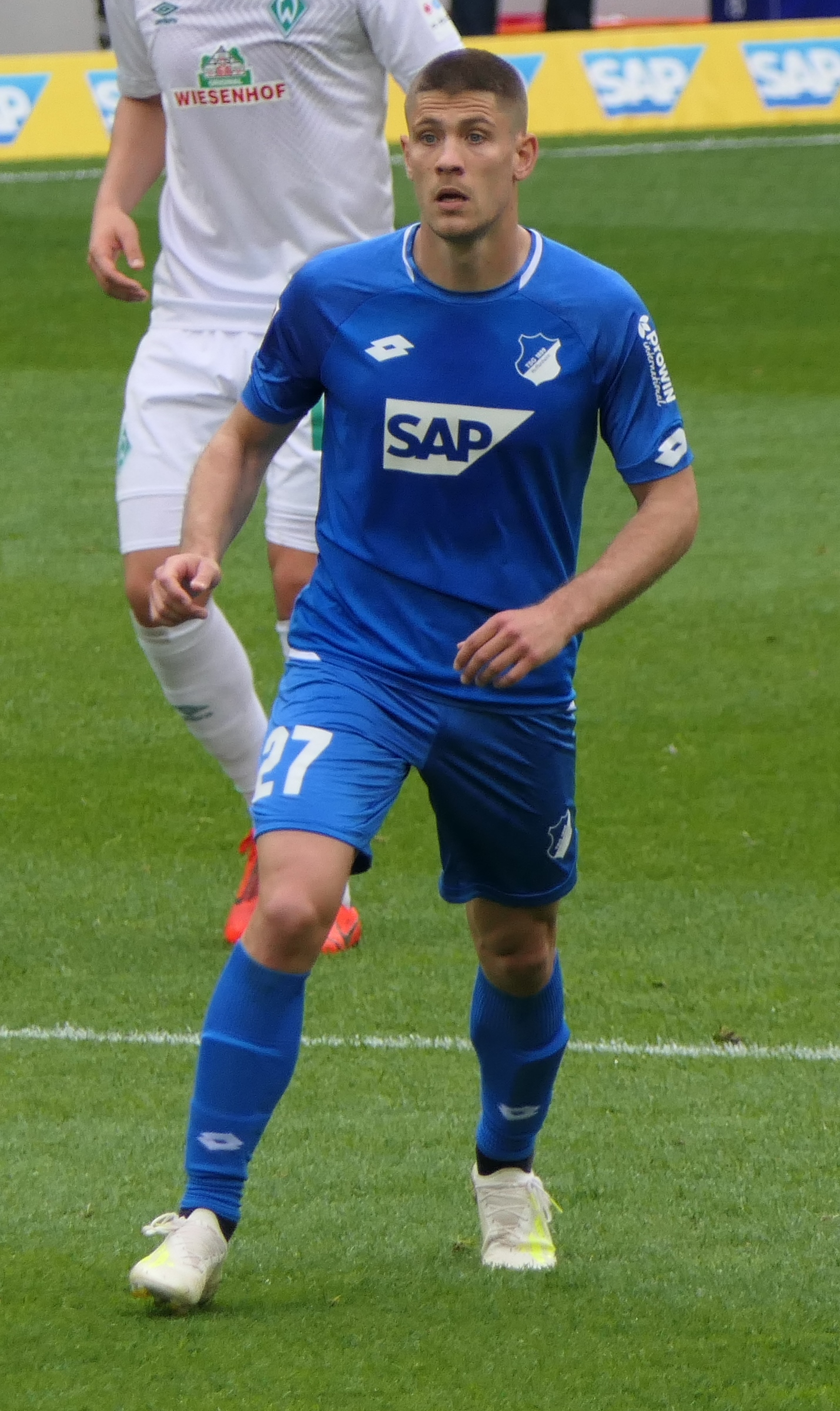
Kramarić jucând pentru Hoffenheim în 2019

La 20 ianuarie 2016, Kramarić a fost împrumutat la clubul 1899 Hoffenheim din Bundesliga. El a debutat într-un meci cu Bayern München la 31 ianuarie, după care a marcat primul său gol într-un meci  încheiat la egalitate cu Werder Bremen, în care a fost eliminat în minutul 77 pentru acumularea a două cartonașe galbene. La 30 aprilie el a ratat un penalty împotriva lui FC Ingolstadt 04, însă Hoffenheim a câștigat scor 2-1. La 25 mai 2016, Kramarić a semnat cu 1899 Hoffenheim un contract pe patru ani, suma de transfer nefiind făcută publică.
În sezonul său de debut, 2016-2017, el a fost golgheterul lui Hoffenheim cu 18 goluri (15 goluri în campionat). La 4 aprilie, Kramarić a marcat un gol în minutul 21 în urma căruia Hoffenheim a preluat conducerea în meciul împotriva campioanei Germaniei Bayern München, un joc pe care Hoffenheim l-a câștigat cu 1-0. Kramarić a fost considerat unul dintre jucătorii cheie ai lui Hoffenheim în sezonul 2016-2017, în care a terminat pe locul 4, alături de Niklas Süle, Sandro Wagner, Ádám Szalai și Sebastian Rudy.
La 29 martie 2019, după ce a marcat 47 de goluri pentru Hoffenheim într-o victorie scor 4-1 cu Bayer Leverkusen, Kramarić a devenit cel mai bun marcator al lui Hoffenheim din toate timpurile în Bundesliga, depășindu-l pe Sejad Salihović care a marcat 46 de goluri. Pe 28 aprilie a ratat un penalty într-un meci cu Wolfsburg la 0-1 pentru Hoffenheim, Wolfsburg reușind să preia conducerea și să ducă meciul la 4-1, ceea ce a făcut-o pe Hoffenheim să se claseze la 4 puncte de locul 4, ultimul care oferă șansa echipelor de lua parte în Liga Campionilor. A fost al doilea penalty ratat de el pentru Hoffenheim și al treilea în total.

## Cariera internațională

### Tineret
Kramarić a strâns 53 de selecții la mai multe categorii de vârsta ale naționalelor Croației, pentru care a marcat 22 de goluri. Primul său meci jucat pentru echipa națională a fost cel jucat împotriva Bavariei la 31 martie 2005. În acea perioadă juca pentru echipa sub 14 ani, pentru care a mai jucat într-o partidă. Kramarić a început apoi să joace pentru naționalele sub 16 ani și sub 17 ani. El a jucat în șapte amicale pentru echipa sub 16 ani și a marcat patru goluri. Pentru echipa de sub 17 ani, a prins 12 meciuri și a marcat șase goluri. El a participat, de asemenea, la toate meciurile de calificare pentru naționala sub 17 ani care a participat la Campionatul European U-17 din 2008. La sub 18 ani, Kramarić a strâns nouă meciuri și a marcat trei goluri.
În 2008, a început să joace pentru echipa sub 19 ani, cu care a ajuns la semifinalele Campionatului European de Fotbal sub 19 ani al UEFA din 2010. El a debutat și a marcat primul său gol la naționala de tineret sub 21 de ani la 5 septembrie 2009 într-un meci de calificare la Campionatul European împotriva Norvegiei, la vârsta de doar 18 ani și 81 de zile.

### Seniori
La 20 august 2014, Kramarić a primit prima sa convocare la naționala mare din partea antrenorului Niko Kovač, pentru meciul amical cu Ciprul și meciul din calificările pentru Campionatul European din 2016 împotriva Maltei. El a debutat pentru Croația pe 4 septembrie 2014 într-un meci amical împotriva Ciprului și i-a oferit o pasă de gol lui Mario Mandžukić în minutul 18, primind laude atât din partea comentatorilor sportivi cât și din partea antrenorului echipei naționale pentru meciul făcut la debut. Kramarić a marcat primul gol pentru Croația într-o partidă oficială în meciul de calificare împotriva Maltei. Cel de-al doilea gol a fost marcat împotriva Azerbaidjanului.
La 9 octombrie 2017, a marcat două goluri într-un meci contând pentru preliminariile Campionatului Mondial din 2018 împotriva Ucrainei, asigurând calificarea Croației în play-off. La 4 iunie 2018, Kramarić a fost inclus în lotul final al Croației. La 7 iulie, în meciul din sferturile de finală ale Campionatului Mondial din 2018 împotriva țării gazdă, Rusia, a înscris golul prin care Croația a egalat în prima repriză. În minutul 90 scorul a fost egal, 1-1, iar după 120 de minute de joc scorul a fost tot egal, 2-2. Croația a avansat din nou în următoarea rundă în următorul meci, câștigând 4-3 la penaltiuri.

## Stil de joc
Kramarić a fost descris ca un atacant versatil, care este suficient de mobil pentru a alerga în spatele defensivei adverse și, în loc să aștepte ca centrările sau mingile să ajungă la el, tinde să alerge spre minge, buimăcind adversarii prin imprevizibilitatea sa. Deși joacă de obicei ca  vârf împins, versatilitatea lui îi permite să joace și pe posturile de extremă sau al doilea atacant. Fostul antrenor al echipei naționale, Niko Kovač, l-a comparat cu legendarul atacant croat Davor Šuker.

## Statistici privind cariera

### Club
Până pe 18 mai 2019
| Club                       | Sezon          | Campionat      | Campionat | Campionat | Cupă          | Cupă          | Cupa Ligii         | Cupa Ligii         | Europa  | Europa | Total   | Total  |
| Club                       | Sezon          | Divizie        | Meciuri   | Goluri    | Meciuri       | Goluri        | Meciuri            | Goluri             | Meciuri | Goluri | Meciuri | Goluri |
| Croația                    | Croația        | Croația        | Campionat | Campionat | Cupa Croației | Cupa Croației | Supercupa Croației | Supercupa Croației | Europa  | Europa | Total   | Total  |
| -------------------------- | -------------- | -------------- | --------- | --------- | ------------- | ------------- | ------------------ | ------------------ | ------- | ------ | ------- | ------ |
| Dinamo Zagreb              | 2008–2009      | Prva HNL       | 1         | 0         | –             | –             | –                  | –                  | –       | –      | 1       | 0      |
| Dinamo Zagreb              | 2009–2010      | Prva HNL       | 24        | 7         | 5             | 4             | –                  | –                  | 5       | 0      | 34      | 11     |
| Dinamo Zagreb              | 2010–2011      | Prva HNL       | 12        | 1         | 3             | 4             | –                  | –                  | 2       | 0      | 17      | 5      |
| Dinamo Zagreb              | 2011–2012      | Prva HNL       | 1         | 0         | 2             | 1             | –                  | –                  | –       | –      | 3       | 1      |
| Lokomotiva (împrumut)      | 2011–2012      | Prva HNL       | 13        | 5         | –             | –             | –                  | –                  | –       | –      | 13      | 5      |
| Lokomotiva (împrumut)      | 2012–2013      | Prva HNL       | 31        | 15        | 6             | 4             | –                  | –                  | –       | –      | 37      | 19     |
| Dinamo Zagreb              | 2013–2014      | Prva HNL       | 4         | 2         | –             | –             | 1                  | 0                  | 3       | 1      | 8       | 3      |
| Rijeka                     | 2013–2014      | Prva HNL       | 24        | 16        | 6             | 10            | –                  | –                  | 4       | 1      | 34      | 27     |
| Rijeka                     | 2014–2015      | Prva HNL       | 18        | 21        | –             | –             | 1                  | 0                  | 12      | 7      | 31      | 28     |
| Anglia                     | Anglia         | Anglia         | Campionat | Campionat | Cupa Angliei  | Cupa Angliei  | Cupa Ligii Angliei | Cupa Ligii Angliei | Europa  | Europa | Total   | Total  |
| Leicester City             | 2014–2015      | Premier League | 13        | 2         | 2             | 1             | –                  | –                  | –       | –      | 15      | 3      |
| Leicester City             | 2015–2016      | Premier League | 2         | 0         | –             | –             | 3                  | 1                  | –       | –      | 5       | 1      |
| Germania                   | Germania       | Germania       | Campionat | Campionat | DFB-Pokal     | DFB-Pokal     | DFL-Supercup       | DFL-Supercup       | Europa  | Europa | Total   | Total  |
| 1899 Hoffenheim (împrumut) | 2015–2016      | Bundesliga     | 15        | 5         | –             | –             | –                  | –                  | –       | –      | 15      | 5      |
| 1899 Hoffenheim            | 2016–2017      | Bundesliga     | 34        | 15        | 2             | 3             | –                  | –                  | –       | –      | 36      | 18     |
| 1899 Hoffenheim            | 2017–2018      | Bundesliga     | 34        | 13        | 2             | 0             | –                  | –                  | 6       | 0      | 42      | 13     |
| 1899 Hoffenheim            | 2018–2019      | Bundesliga     | 30        | 17        | 1             | 0             | –                  | –                  | 6       | 5      | 37      | 22     |
| Total Croația              | Total Croația  | Total Croația  | 129       | 67        | 22            | 23            | 2                  | 0                  | 26      | 9      | 179     | 99     |
| Total Anglia               | Total Anglia   | Total Anglia   | 15        | 2         | 2             | 1             | 3                  | 1                  | —       | —      | 20      | 4      |
| Total Germania             | Total Germania | Total Germania | 113       | 50        | 5             | 3             | —                  | —                  | 12      | 5      | 130     | 58     |
| Total carieră              | Total carieră  | Total carieră  | 257       | 119       | 29            | 27            | 5                  | 1                  | 38      | 14     | 329     | 161    |

1. ↑  Include meciuri în Cupa Croației și Cupa Angliei

### Meciuri la națională
Până pe 24 martie 2019 
| Echipa națională | An    | Meciuri | Goluri |
| ---------------- | ----- | ------- | ------ |
| Croația          | 2014  | 4       | 2      |
| Croația          | 2015  | 5       | 1      |
| Croația          | 2016  | 10      | 2      |
| Croația          | 2017  | 8       | 3      |
| Croația          | 2018  | 15      | 4      |
| Croația          | 2019  | 2       | 1      |
| Total            | Total | 44      | 13     |

#### Goluri la națională
Actualizat după meciul jucat la 21 martie 2019. Secțiunea scor arată scorul stabilit după golurile marcate de Kramarić. 
| Nr. | Dată              | Stadion                                       | Selecție | Adversar          | Scor | Rezultat | Competiție                                       |
| --- | ----------------- | --------------------------------------------- | -------- | ----------------- | ---- | -------- | ------------------------------------------------ |
| 1   | 9 septembrie 2014 | Stadionul Maksimir, Zagreb, Croația           | 2        | Malta             | 2–0  | 2–0      | Calificările pentru UEFA Euro 2016               |
| 2   | 13 octombrie 2014 | Stadionul Gradski vrt, Osijek, Croația        | 3        | Azerbaidjan       | 1–0  | 6–0      | Calificările pentru UEFA Euro 2016               |
| 3   | 7 iunie 2015      | Stadionul Anđelko Herjavec, Varaždin, Croația | 6        | Gibraltar         | 4–0  | 4–0      | Amical                                           |
| 4   | 27 mai 2016       | Stadionul Koprivnica, Koprivnica, Croația     | 10       | Republica Moldova | 1–0  | 1–0      | Amical                                           |
| 5   | 15 noiembrie 2016 | Windsor Park, Belfast, Irlanda                | 18       | Irlanda de Nord   | 3–0  | 3–0      | Amical                                           |
| 6   | 9 octombrie 2017  | Stadionul Olimpic, Kiev, Ucraina              | 25       | Ucraina           | 1–0  | 2–0      | Calificările pentru Campionatul Mondial din 2018 |
| 7   | 9 octombrie 2017  | Stadionul Olimpic, Kiev, Ucraina              | 25       | Ucraina           | 2–0  | 2–0      | Calificările pentru Campionatul Mondial din 2018 |
| 8   | 9 noiembrie 2017  | Stadionul Maksimir, Zagreb, Croația           | 26       | Grecia            | 4–1  | 4–1      | Calificările pentru Campionatul Mondial din 2018 |
| 9   | 8 iunie 2018      | Stadionul Gradski vrt, Osijek, Croația        | 31       | Senegal           | 2–1  | 2–1      | Amical                                           |
| 10  | 7 iulie 2018      | Stadionul Olimpic Fișt, Soci, Rusia           | 36       | Rusia             | 1–1  | 2–2      | Campionatul Mondial din 2018                     |
| 11  | 15 noiembrie 2018 | Stadionul Maksimir, Zagreb, Croația           | 41       | Spania            | 1–0  | 3–2      | Liga Națiunilor 2018–2019 Grupa A                |
| 12  | 18 noiembrie 2018 | Stadionul Wembley, Londra, Anglia             | 42       | Anglia            | 1–0  | 1–2      | Liga Națiunilor 2018–2019 Grupa A                |
| 13  | 21 martie 2019    | Stadionul Maksimir, Zagreb, Croația           | 43       | Azerbaidjan       | 2–1  | 2–1      | Calificările pentru UEFA Euro 2020               |

## Titluri
Dinamo Zagreb 
- Prima Liga Croată: 2009-2010, 2010-2011
- Cupa Croației: 2010-2011
- Supercupa Croației: 2013
- Cupa Croației: 2013-2014
- Supercupa Croației: 2014

Croația
- Campionatul Mondial: finalist 2018[61]

Individual
- Jucătorul anului în Prva HNL: 2014[62]
- Football Oscar: Echipa de fotbal a sezonului 2013, 2014
- Premiul Ivica Jobo Kurtini: 2014[63]
- Golghter al Prva HNL: 2014-15
- Jucătorul sezonului pentru Hoffenheim: 2016-2017

Decorații
- Ordinul ducelui Branimir cu panglică: 2018[64]